# Slakta Balázs
Slakta Balázs (Eger, 1994. december 1. –) magyar labdarúgó, kapus, jelenleg a Mosonmagyaróvár játékosa.

## Pályafutása
A 19 évesen, 2014. január 13-án a Debreceni VSC első csapatával kezdte meg a felkészülést a 2014-es tavaszi szezonra.